# マニー・タピア
マニー・タピア（Manny Tapia、1981年3月14日 - ）は、アメリカ合衆国の男性総合格闘家。カリフォルニア州チノ出身。ミレニア柔術所属。元KOTC世界フライ級王者。

## 来歴
大学卒業後はユナイテッド・パーセル・サービスに就職し、2003年に総合格闘技デビュー。
2005年12月2日、KOTC世界フライ級（-61kg）王座決定戦でエド・ネワルと対戦し、3-0の判定勝ちを収め王座獲得に成功した。

### WEC
2007年5月12日、WEC初参戦となったWEC 27でブランドン・フォックスワースと対戦し、TKO勝ちを収めた。
2008年2月13日、WEC 32にて行われたアントニオ・バヌエロス戦では2-1の判定勝ちを収めた。6月1日のWEC 34ではバンタム級タイトルマッチが予定されていたが、怪我で欠場した（代わりに前田吉朗が出場）。9か月半振りとなった12月3日、WEC 37での世界タイトルマッチは王者ミゲール・トーレスに2ラウンドTKO負けを喫し王座獲得に失敗し、総合格闘技初黒星を喫した。
2009年4月5日、WEC 40で田村彰敏と対戦し、0-3の判定負け。

## 戦績
| 総合格闘技 戦績 | 総合格闘技 戦績 | 総合格闘技 戦績 | 総合格闘技 戦績 | 総合格闘技 戦績 | 総合格闘技 戦績 | 総合格闘技 戦績 |
| --------------- | --------------- | --------------- | --------------- | --------------- | --------------- | --------------- |
| 16 試合         | (T)KO           | 一本            | 判定            | その他          | 引き分け        | 無効試合        |
| 11 勝           | 4               | 2               | 5               | 0               | 1               | 0               |
| 4 敗            | 2               | 0               | 2               | 0               | 1               | 0               |

| 勝敗 | 対戦相手                     | 試合結果                          | 大会名                                                       | 開催年月日     |
| ○    | ボビー・サンチェス           | 5分3R終了 判定3-0                 | Respect in the Cage                                          | 2011年3月12日  |
| ×    | マイケル・マクドナルド       | 1R 4:31 TKO（スタンドパンチ連打） | TPF 3: Champions Collide                                     | 2010年2月4日   |
| ×    | エディ・ワインランド         | 5分3R終了 判定0-3                 | WEC 43: Cerrone vs. Henderson                                | 2009年10月10日 |
| ×    | 田村彰敏                     | 5分3R終了 判定0-3                 | WEC 40: Torres vs. Mizugaki                                  | 2009年4月5日   |
| ×    | ミゲール・トーレス           | 2R 3:04 TKO（マウントパンチ）     | WEC 37: Torres vs. Tapia 【WEC世界バンタム級タイトルマッチ】 | 2008年12月3日  |
| ○    | アントニオ・バヌエロス       | 5分3R終了 判定2-1                 | WEC 32: Condit vs. Prater                                    | 2008年2月13日  |
| ○    | ブランドン・フォックスワース | 2R 3:17 TKO（パンチ連打）         | WEC 27: Marshall vs. McElfresh                               | 2007年5月12日  |
| ○    | リチャード・モンタノ         | 3R 3:24 TKO（パンチ連打）         | KOTC: Destroyer                                              | 2006年12月1日  |
| ○    | シャド・スミス               | 5分2R終了 判定3-0                 | KOTC: Rapid Fire                                             | 2006年8月4日   |
| ○    | エド・ネワル                 | 5分3R終了 判定3-0                 | KOTC 63: Final Conflict 【KOTC世界フライ級王座決定戦】       | 2005年12月2日  |
| ○    | グレゴリー・ビビアン         | 1R 4:25 肩固め                    | KOTC 58: Prime Time                                          | 2005年8月5日   |
| ○    | リチャード・グッドマン       | 2R 2:07 TKO（パンチ連打）         | KOTC: Mortal Sins                                            | 2005年5月7日   |
| ○    | エド・ネワル                 | 5分2R終了 判定3-0                 | KOTC 41: Relentless                                          | 2004年9月24日  |
| ○    | マイケル・ウェルティ         | 1R 0:07 KO（パンチ）              | KOTC 37: Unfinished Business                                 | 2004年6月12日  |
| △    | チャド・ウォッシュバーン     | 5分2R終了 判定                    | KOTC 33: After Shock                                         | 2004年2月20日  |
| ○    | マニュエル・サウィーゼ       | 1R 2:07 チョークスリーパー        | KOTC 31                                                      | 2003年12月6日  |

## 獲得タイトル
- 第3代KOTC世界フライ級王座（2005年）